# ホルヒ・853
Horch 853（ホルヒ 853、853）は、ホルヒ社の車種のひとつ。853はホルヒのスペシャリティモデルにしてホルヒを代表するモデルである。

## ラインアップ

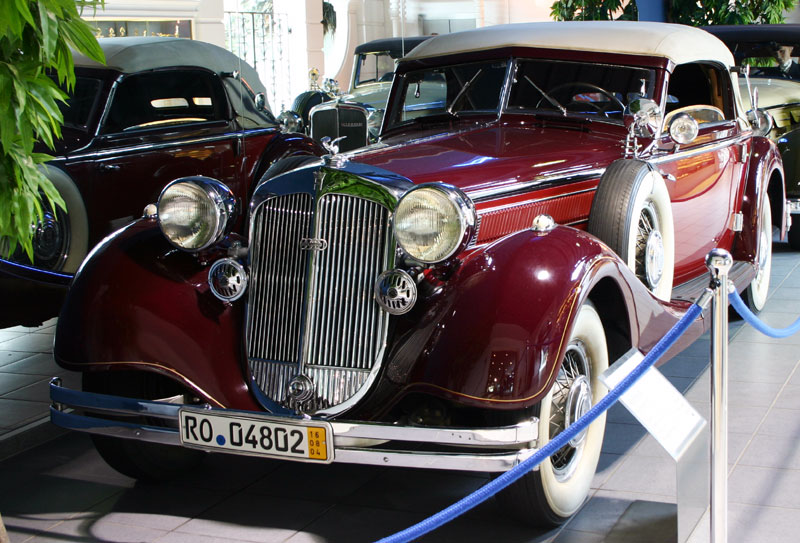
1938 Horch 853 Sport Cabriolet

### 年式別モデル
- 853（1935年2月～1937年9月）
- 853A（1937年10月～1940年1月）

### ボディ形状によるグレード
一般的にはSport-cabrioletとSport-coupeが広く「853」として知られるところだが、製造台数の差からかLimousioneや4ドア仕様のCabrioletなどはあまり知られてはいない。パレード仕様（「Parade phaeton」など）や商用トラックなど特装のボディも存在しているため、ここではごく一般的なものしか掲載しない。無論、注文でボディ形状の変化をつける事も可能だったようで、例えば同じSport-cabrioletでもウインドシールドの形状が違っていたり、トランクがあったり、リアエンドが異常に長い仕様も存在する訳である。
- Limousione（2ドア車）
- Cabriolet（4ドア車）
- Sport-cabriolet（2ドア車。アウディジャパンなど、一部では「Sport-convertible」の名称も使われる）
- Roadster（2ドア車）
- Sport-coupe（2ドア車）

## スペック（2-door 5-seater Sport-cabriolet）
- エンジン
  - 形式：直列8気筒
  - 搭載位置：フロント縦置き
  - バルブ形状：SOHC
  - 総排気量：4,944cc
  - 最高出力：120ps/3,500rpm
  - ボア・ストローク：87/104mm
- 走行性能
  - 燃費：4.5km/L（※100kmを走行し22L消費）
  - 最高速度：135km/h
- 駆動系統
  - 駆動方式：FR
  - 変速機：前進4段（＋オーバードライブ）
- 寸法／車重
  - 全長：5,350mm
  - 全幅：1,830mm
  - 全高：1,580mm
  - ホイールベース：3,450mm
  - トレッド：1,510/1,516mm。
  - 車重：2,530kg。
  - 最低地上高：200mm
  - 乗車定員：5名
- シャシー
  - サスペンション（前）：独立　ウィッシュボーン　横置半楕円リーフ
  - サスペンション（後）：独立　横置半楕円リーフ
  - 前輪ブレーキ：ドラム　サーボ付きハイドロリック
  - 後輪ブレーキ：ドラム　サーボ付きハイドロリック
  - タイヤ：7.00×17
  - ダンパー：油圧式
- 価格：15,250RM

## 生産状況
月平均およそ33台の累計1,877台が生産された。この853は、ベースの850を上回る数が生産されるヒット作となった。

## ライバル
- ダイムラー・ベンツ 540K

パワーなどのエンジン性能こそ540Kに劣るが、造りの良さや立派さでは負けず、価格は4シーター・カブリオレで14,500RMと540Kロードスターの22,000RMに比べれば破格の安さであった。

## レース
アウトウニオンの代表的なレーシングドライバーであるベルント・ローゼンマイヤーは853 Sport-coupeに乗っていた。